# Akram Al-Worafi
Akram Al-Worafi (n. el 12 de noviembre de 1986 en Yemen) es un futbolista yemení que juega en la posición de mediocampista.

## Carrera
Actualmente juega para el Al-Sha'ab Ibb.

## Partidos internacionales
Es miembro de la selección de fútbol de Yemen. Al-Worafi jugó para Yemen en la Copa Mundial de Fútbol Sub-17 de 2003 en Finlandia.

## Goles internacionales
| # | Fecha                   | Lugar | oponente        | Marcador | Resultado | Competencia                |
| - | ----------------------- | ----- | --------------- | -------- | --------- | -------------------------- |
| ? | 13 de octubre de 2010   | Pune  | India           | 6-3      | Ganador   | Amistoso                   |
| ? | 10 de noviembre de 2010 | Aden  | Corea del Norte | 1-1      | Empate    | Amistoso                   |
| ? | 25 de noviembre de 2010 | Abyan | Catar           | 1-2      | Perdedor  | Copa de Naciones del Golfo |